# Aire protégée de Snowy
L'aire protégée de Snowy (anglais : Snowy Protected Area) est une aire protégée de la Colombie-Britannique située dans la chaîne des Cascades.  Le parc a été nommé d'après le mont Snowy. Elle a été créée dans le but de protéger un élément représentatif du chaînon Okanagan.

## Géographie
Snowy est une aire protégée de 256,54 km2 située à dix kilomètres au sud de Keremeos, dans le district régional d'Okanagan-Similkameen, tout juste au nord de la frontière canado-américaine. Elle partage ses limites avec le parc provincial et aire protégée de Cathedral, situé à l'ouest, et l'aire sauvage Pasayten, située à même la forêt nationale d'Okanogan, au sud de la frontière.

## Milieu naturel

### Flore
Snowy comprend de nombreuses forêts anciennes ainsi que des prairies parsemées d'épinette d'Engelmann et de sapin subalpin. On y trouve aussi de nombreux milieux humides alpins.

### Faune
On retrouve parmi les mammifères le mouflon de la Sierra Nevada (Ovis canadensis californiana) et de nombreux autres animaux rares dans la province dont le grizzli (Ursus arctos horribilis), le spermophile à mante dorée des Cascades (Spermophilus saturatus), la chauve-souris à queue frangée (Myotis thysanodes), l'Oreillard maculé (Euderma maculatum), l'oreillard de Townsend (Corynorhinus townsendii), la chauve-souris blonde (Antrozous pallidus) et le blaireau d'Amérique (Taxidea taxus). Parmi les oiseaux, les animaux en péril sont la grue du Canada (Grus canadensis)), le troglodyte des canyons (Catherpes mexicanus), le faucon pèlerin (Falco peregrinus) et le faucon des prairies (Falco mexicanus).